# آنشان ۳۱۳۶
سیارک ۳۱۳۶ (به انگلیسی: 3136 Anshan، نامگذاری:1981WD4) سه هزار و صد و سی و ششمین سیارک کشف شده‌است که در ۱۸ نوامبر ۱۹۸۱ کشف شد.
قدر مطلق سیارک برابر ۱۱٫۸۰ است.